# 増田美子
増田 美子（ますだ よしこ、1944年2月20日 - ）は、日本の服飾史学者。学習院女子大学名誉教授。
岡山県津山市生まれ。1966年お茶の水女子大学家政学部被服学卒、1968年同大学院修士課程修了。学習院女子短期大学助教授、教授。学習院女子大学教授。2015年定年退任、名誉教授。2012年国際服飾学会会長。

## 著書
- 『古代服飾の研究 縄文から奈良時代』源流社 1995
- 『日本喪服史 葬送儀礼と装い 古代篇』源流社 2002

### 編著
- 『日本衣服史』編 吉川弘文館 2010
- 『花嫁はなぜ顔を隠すのか』編 悠書館 2010
- 『日本服飾史』編 東京堂出版 2013
- 『近代衣服書集成』全16巻 編 クレス出版 2015
- 『葬送儀礼と装いの比較文化史 装いの白と黒をめぐって』編著 東京堂出版 2015

## 論文
- ＜増田美子